# Мартин и Ираклије
Свети Мартин и Ираклије су хришћански светитељи. По пореклу су Словени. Били су гоњени од јеретика, аријеваца, у Илирији. Преминули су у изгнанству у IV веку.
Српска православна црква слави је 5. маја по црквеном, а 18. маја по грегоријанском календару.